# Glífa
Glífa (Glyfa) är en ort i Grekland.   Den ligger i prefekturen Fthiotis och regionen Grekiska fastlandet, i den centrala delen av landet, 130 km nordväst om huvudstaden Aten. Glífa ligger 4 meter över havet och antalet invånare är 612.
Terrängen runt Glífa är lite kuperad. Havet är nära Glífa åt sydost. Runt Glífa är det ganska tätbefolkat, med 60 invånare per kvadratkilometer. Närmaste större samhälle är Loutrá Aidhipsoú, 12,8 km sydost om Glífa. 